# إمداد المياه والصرف الصحي في الصين
إمدادات المياه والصرف الصحي في الصين تمر بمرحلة انتقالية ضخمة، إذ تواجه تحديات عديدة مثل التمدُّن السريع وازدياد التفاوت الاقتصادي وتوصيل المياه إلى المناطق الريفية. أيضًا تؤثر ندرة المياه وتلوثها في توفرها وتهيؤها.
أُحرز في العقود الماضية تقدُّم من حيث: توفر الخدمات، والاهتمام بمعالجة مياه الصرف الصحي البلدية، وإنشاء مرافق مياه وصرف صحي منفصلة قانونيًّا وماليًّا عن الحكومة المحلية، واسترداد التكلفة، ضمن ميْل الاقتصاد الصيني إلى نظام أكثر توجهًا نحو السوق. ضاعفت الحكومة استثماراتها في القطاع أربعة أضعاف ضمن خطة الأعوام الخمسة (2006–2010).
لكن ما زال أمام الصين مشوار طويل. أوضحت بيانات استطلاع حللها برنامج الرصد المشترك للمياه والصرف الصحي التابع لمنظمة الصحة العالمية واليونيسف أنه حتى عام 2008 كان لا يزال نحو 100 مليون صيني مفتقرين إلى مصدر مياه محسَّن، ونحو 460 مليونًا مفتقرين إلى صرف صحي محسَّن. الظاهر أن التقدم في المناطق الريفية متأخر عنه في المناطق الحضرية. أوضحت بيانات قدمها برنامج الرصد المشترك في عام 2015 أن نحو 36% من الريفيين الصينيين كانوا لا يزالون مفتقرين إلى صرف صحي محسَّن.

## التهيؤ والوصول
في العقدين الماضيين ازداد الوصول إلى خدمات المياه والصرف الصحي في الصين بموازاة النمو الاقتصادي. في عام 2015 كان عدد المفتقرين إلى «المياه الأساسية على الأقل» 63 مليونًا. مصطلح «مياه أساسية على الأقل» مصطلح جديد وُضع في 2016، متصل بمصطلح «مصدر مياه محسّن» المذكور سابقًا.
أما الصرف الصحي فكان التقدم فيه أبطأ، وفي عام 2015 كان 329 مليونًا لا يزالون مفتقرين إلى «الصرف الصحي الأساسي على الأقل». بين عام 1990 و2008 فقط وصل أكثر من 450 مليون صيني إلى مصدر مياه محسّن، وهذا على تقديرات قدرها برنامج الرصد المشترك بناء على بيانات استطلاع منزلي.
كانت نسبة الوصول إلى مصدر مياه محسن في الأعوام السابقة 89%، وبلغت نسبة الوصول إلى صرف صحي محسن 55% في عام 2008. لكن الوصول إلى مصدر مائي محسّن غير الوصول إلى ماء آمن. معظم مَن أُتيحت لهم بنية تحتية مناسِبة يعانون من سوء المياه بسبب: التلوث البرازي، وارتفاع مستويات الفلوريد أو الزرنيخ أو الأملاح، وازدياد التلوث الكيميائي الصناعي والزراعي. وفوق ذلك تنقص المياه نقصًا موسميًّا.
بين المناطق الريفية والحضرية فجوة كبيرة، كما هو الحال في بلدان عديدة. في عام 2010 مثلًا كان لنحو 95% من المناطق الصينية الريفية إمداد مياه ماسورِيّ، في حين أن النسبة في المناطق الريفية كانت 45% فقط.

## جودة الخدمة

### إمدادات المياه
ذكر البنك الدولي أن نحو 13% من مستهلكي المياه الحضريين ينالون مياه بضغط غير كاف. وفوق ذلك 60% من المدن الصينية البالغة 661 مدينة تواجه نقص مياه موسميًّا، وأكثر من 100 مدينة تواجه قيودًا مائية شديدة. تلوُّث مياه الشرب من البراز مشكلة صحية كبيرة في الصين –كما الدول النامية– تسبب أمراضًا خطيرة كالإسهال والتهاب الكبد الفيروسي. خلص استطلاع حديث أجراه اليونيسف في 11 مقاطعة إلى أن أكثر من نصف عينات مياه الشرب حَوت مستويات بكتيرية عالية غير مقبولة. تواجه الصين حاليا نقصًا مائيًا بسبب المناخ والنمو السريع. في 2013 «حددت الصين لأول مرة حصة مائية لكل مقاطعة، كما حددت أهدافًا لعام 2015 من حيث الاستهلاك المائي».

### معالجة مياه الصرف الصحي
قُدر أنه في عام 2006 كان للصين قدرة كافية لمعالجة 52% من مياه الصرف البلدية السكنية. بحلول يونيو عام 2010 كان فيها 1,519 محطة لمعالجة مياه الصرف البلدية، وكانت تُضاف 18 محطة أسبوعيًّا. وكانت محطات قائمة كثيرة يجري توسيعها وتطويرها لتشمل مرحلة معالجة ثالثة لإزالة المغذيات بما يوافق معايير الضخ الأصرم التي وُضعت في عام 2002. وأما التقنيات، ففي 2007 كانت التقنيات الأكثر استعمالًا أشكالًا مختلفة من الحمأة المنشطة، منها مصارف الأكسدة (24% من المحطات)، ومفاعلات الدفعات المتتابعة (11%)، والحمأة المنشطة التقليدية (5%)، والمفاعلات الحيوية الغشائية. في المجتمعات الصغيرة ظلت شائعةً المحطات التي تعالج المعالجة الأساسية فقط (15% من المحطات). أوضح تحليل أجرته وزارة البناء استنادًا إلى سجلات محطات المعالجة أن معظم المحطات تعمل وفق معايير الضخ.